# بيل كونور
بيل كونور (بالإنجليزية: Bill Connor)‏ هو لاعب كرة قدم أمريكية أمريكي، ولد في 8 أبريل 1899 في بروفيدنس في الولايات المتحدة، وتوفي في 14 ديسمبر 1980 في نورويتش في الولايات المتحدة.

## وصلات خارجية
- بيل كونور على موقع مرجع كرة القدم المحترفة.كوم (الإنجليزية)